# Gamla stan
Gamla stan (Stare Miasto) – historyczna dzielnica Sztokholmu położona na wyspach: Stadsholmen, Riddarholmen, Strömsborg i Helgeandsholmen, założona w XIII wieku przez jarla Birgera. Powierzchnia dzielnicy wynosi 0,36 km² a zamieszkuje ją ok. 3 000 mieszkańców.
Znajduje się tu rokokowo-gustawiański murowany Pałac Królewski ukończony w 1754 roku. Wybudowano go po wielkim pożarze, jaki strawił większą część miasta. Podczas pobytu króla w pałacu na maszt wciągana jest flaga Szwecji.
Gamla stan połączony jest z pętlą komunikacyjną Slussen, która również posiada bogatą historię. Na terenie Slussen znajduje się loża wolnomularska, odpływają stąd również statki do Finlandii i Djurgården. Dzielnica jest dobrze skomunikowana z resztą miasta m.in. dzięki liniom metra.

## Atrakcje turystyczne
- kościoły:
  - Storkyrkan
  - Kościół niemiecki
  - Kościół fiński
- Mårten Trotzigs gränd – najwęższa uliczka w mieście
- Rynek Stortorget
- budynek Poczty Królewskiej (obecnie Muzeum Poczty w Sztokholmie)
- Muzeum A. Nobla
- budynki Parlamentu szwedzkiego (Riksdag)
- Pałac Królewski

## Galeria zdjęć

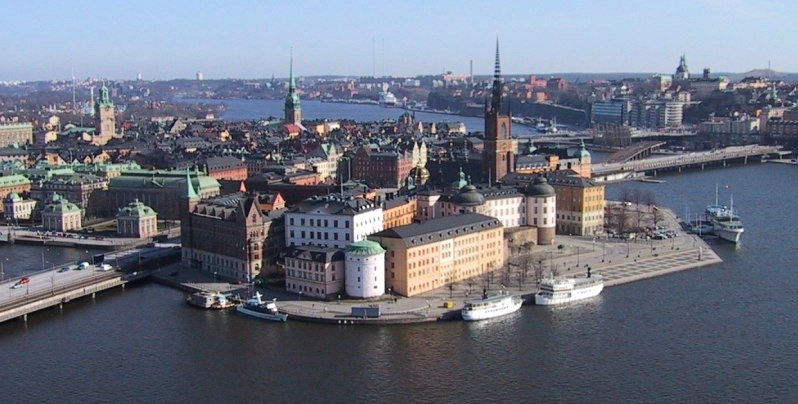
Widok na Gamla stan z wieży (Stadshuset)
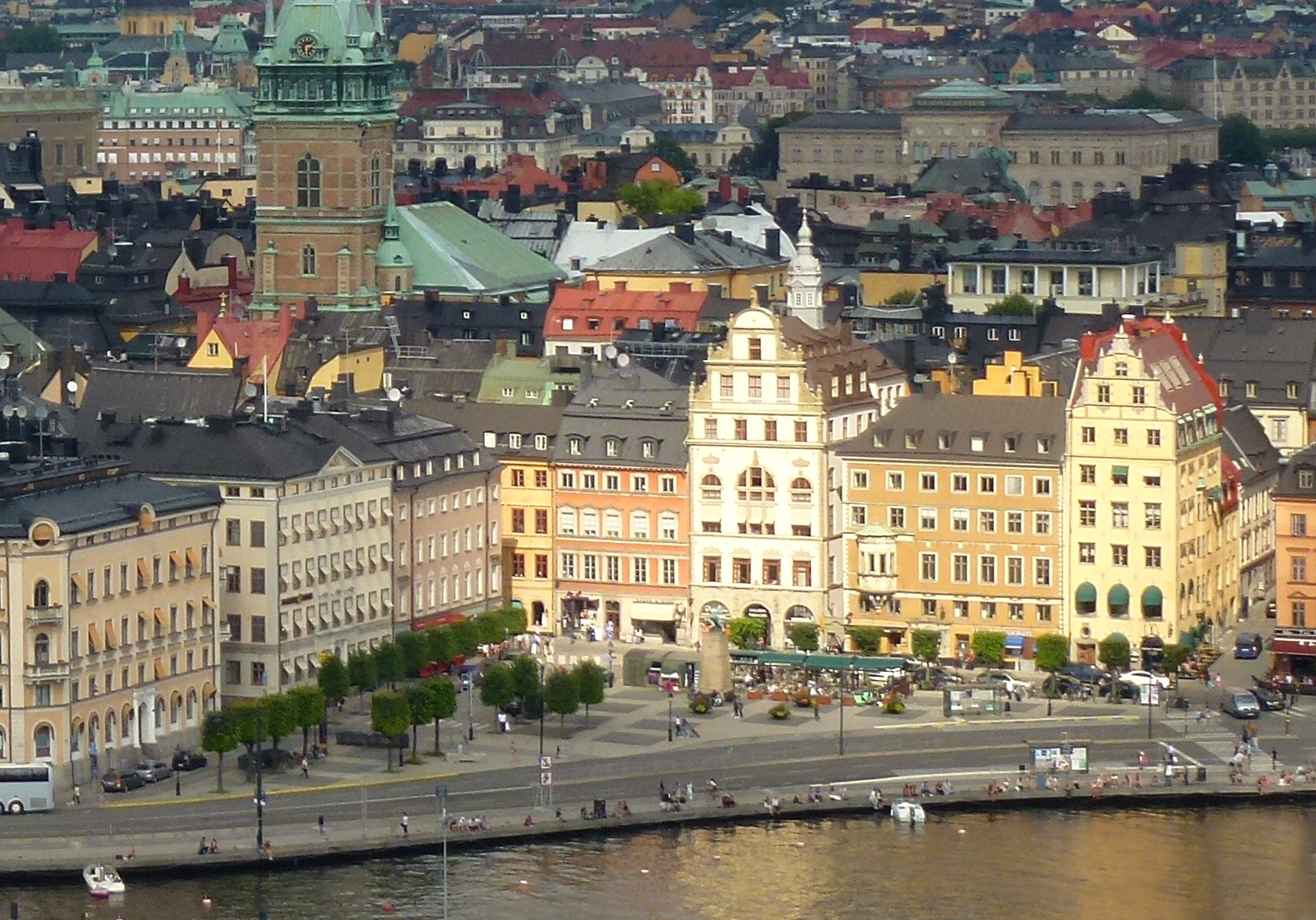
Plac Kornhamnstorg na Gamla stan
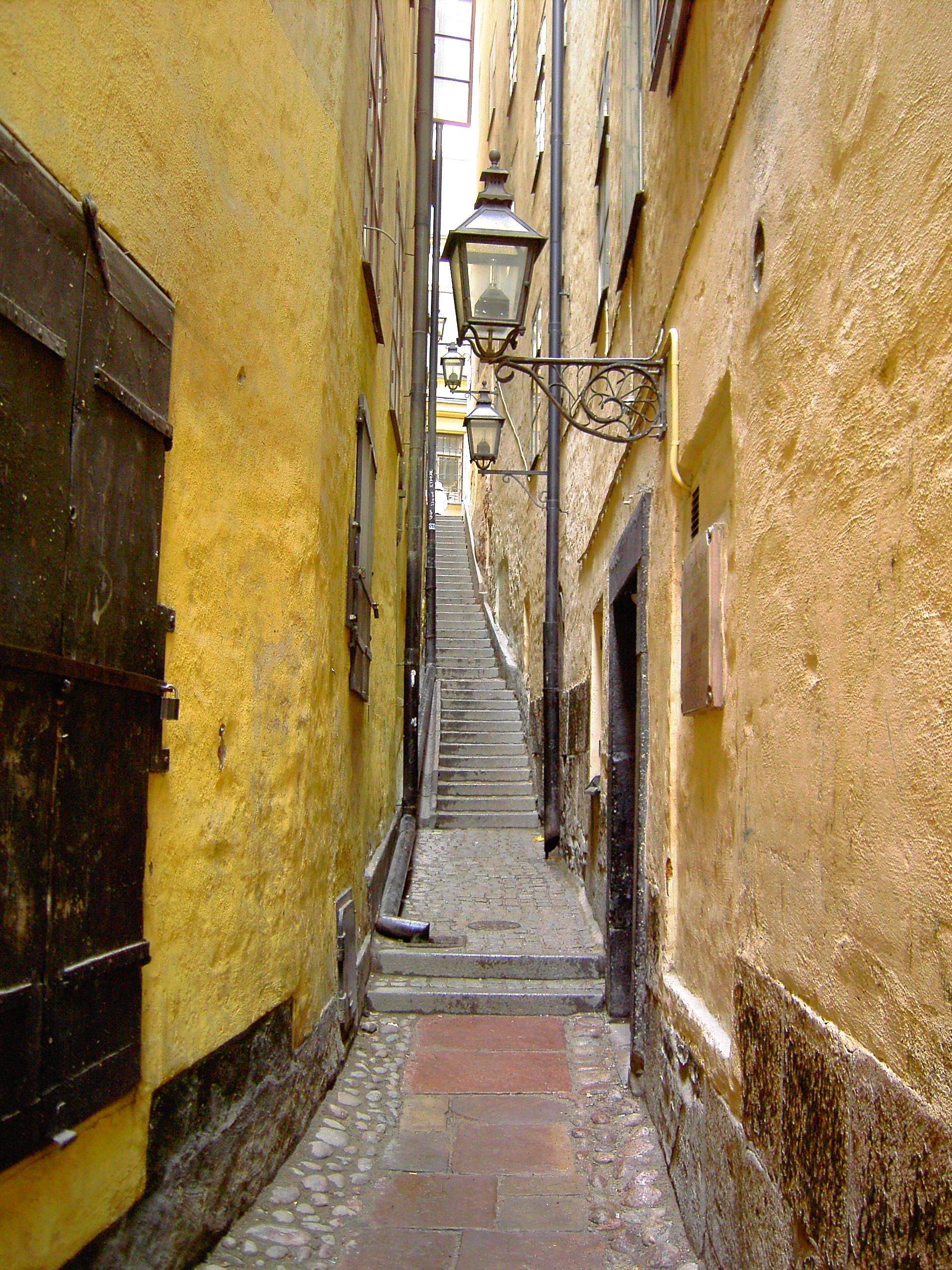
Mårten Trotzigs gränd jest najwęższą ulicą w Sztokholmie